# Making the Band 4 - The Tour
Il Making the Band 4 – The Tour è una tournée americana intrapresa nel 2008 dal gruppo pop statunitense Danity Kane a sostegno del loro secondo album di studio, Welcome to the Dollhouse (2008).
Il tour ha visto la partecipazione degli altri protagonisti del noto reality show, Cheri Dennis, Day26 e Donnie Klang.
Le date vennero annunciate nel maggio 2008 sul sito della Bad Boy Records. Ma vennero successivamente modifiche.

## Informazioni sul tour
Il tour partì da New York il 28 maggio 2008 attraversando gli Stati Uniti da est a ovest. Originariamente il tour sarebbe dovuto iniziare ufficialmente il 18 maggio 2008 da Lake Buena Vista e prevedere 13 esibizioni in differenti città americane. Stando alla versione ufficiale le date vennero cancellate a causa di problemi di programmazione tra i vari impegni dei singoli artisti.
Le furono cancellate le seguenti date:
- 18 maggio 2008 - Lake Buena Vista
- 24 maggio 2008 - Orlando
- 29 maggio 2008 - New York
- 31 maggio 2008 - Detroit
- 3 giugno 2008 - Dallas
- 5 giugno 2008 - Phoenix

## Curiosità sul tour
- Nel concerto tenutosi a Park City il 4 giugno, si esibirono solamente le Danity Kane[2]
- I costumi del finale delle Danity Kane fanno parte della collezione primavera/estate 2008 della nota casa di moda italiana Miu Miu

## Scaletta del tour

### Cheri Dennis
1. Pretend
2. So Complete
3. Portrait of Love
4. Spaced Out
5. I Love You

### Donnie Klang
1. Intro
2. Dr. Love
3. Take You There

### Day26
1. Intro/Come With Me
2. In My Bed
3. Co Star
4. Since You've Been Gone
5. Exclusive (No Excuses)
6. Got Me Going

### Danity Kane
1. Welcome to the Dollhouse
2. Bad Girl
3. Strip Tease
4. Lights Out
5. Right Now feat. Donnie Klang
6. Sucka for Love (Las Vegas, San Diego e Los Angeles show)
7. Ecstasy feat. Day26
8. Pretty Boy
9. Video Interlude: Picture This (New York City and Baltimore Show)
10. Video Interlude: Secret Place
11. Poetry
12. Show Stopper
13. Damaged

## Date del tour
| Data           | Città       | Stato       | Luogo di esibizione                |
| -------------- | ----------- | ----------- | ---------------------------------- |
|                |             |             |                                    |
| Nord America   |             |             |                                    |
| 28 maggio 2008 | New York    | Stati Uniti | Hammerstein Ballroom               |
| 30 maggio 2008 | Baltimora   | Stati Uniti | Pier Six Concert Pavilion          |
| 1º giugno 2008 | Chicago     | Stati Uniti | Chicago Theatre                    |
| 4 giugno 2008  | Park City   | Stati Uniti | Harry O's                          |
| 6 giugno 2008  | Las Vegas   | Stati Uniti | Pearl Concert Theater              |
| 7 giugno 2008  | San Diego   | Stati Uniti | Viejas Casino Concerts in the Park |
| 9 giugno 2008  | Los Angeles | Stati Uniti | Wiltern Theatre                    |